# Vallis Bouvard
La Vallis Bouvard è una struttura geologica della superficie della Luna.
La vallis è dedicata all'astronomo francese Alexis Bouvard.

## Crateri correlati
Alcuni crateri minori situati in prossimità della Vallis Bouvard sono convenzionalmente identificati, sulle mappe lunari, attraverso una lettera associata al nome.
| Bouvard | Coordinate            | Diametro (in km) |
| ------- | --------------------- | ---------------- |
| B       | 41°42′S 79°51′W       | 24,74            |
| C       | 37°03′00″S 77°28′48″W | 14,63            |
| D       | 42°45′36″S 80°39′36″W | 27,46            |
| E       | 41°51′36″S 77°33′36″W | 12,82            |
| F       | 42°26′24″S 76°33′00″W | 11,98            |
| G       | 42°01′48″S 74°45′00″W | 20,36            |
| M       | 40°34′12″S 77°27′00″W | 74,06            |
| N       | 38°25′48″S 76°30′36″W | 54,79            |
| P       | 38°58′12″S 75°06′36″W | 13,87            |
| R       | 35°31′12″S 84°21′36″W | 7,95             |
| S       | 35°34′48″S 80°38′24″W | 11,69            |